# Beginning (栗林みな実の曲)
「beginning」（ビギニング）は、栗林みな実および涼宮茜（水橋かおり）のシングル。2005年2月23日にLantisから発売された。

## 概要
表題曲「beginning」は、『君が望む永遠』の外伝OVA『アカネマニアックス』のオープニングテーマ。カップリングには涼宮茜（水橋かおり）が歌う同OVAのエンディングテーマ「ありがと…」が収録されている。

## 収録曲
（全作詞・作曲：栗林みな実、編曲：飯塚昌明）
1. beginning [3:53]
歌：栗林みな実
2. ありがと… [4:18]
歌：涼宮茜（水橋かおり）
3. beginning (off vocal)
4. ありがと… (off vocal)